# Neşe Karaböcek
Neşe Karaböcek [neˈʃe kaˈɾabød͡ʒɛk] (1. April 1947 in Istanbul, bürgerlich Neşecan Göktürk) ist eine türkische Sängerin, Schauspielerin und Malerin. Sie zählt zu den bekanntesten Interpreten des türkischen Arabeske, welche eine Mischung aus traditioneller Volksmusik und international westlichen Klängen ist. In ihrer 60-jährigen Laufbahn als Sängerin veröffentlichte Karaböcek mehr als fünfzig Alben und erhielt eine Vielzahl von Auszeichnungen, darunter zahlreiche Gold- und Platinschallplatten.

## Biografie

### Kindheit und erste Lebensjahre
Neşecan Göktürk kam am 1. April 1947 in Istanbul im Stadtteil Yeşilköy zur Welt. Ihre Vorfahren väterlicherseits stammen aus Bulgarien. Karaböcek ist das zweite Kind von Hüseyin Orhan Göktürk, der als Buchhalter der TCDD tätig war, und Arife Göktürk, die als Hausfrau arbeitete. Sie besitzt drei Schwestern und einen älteren Bruder. Ihre beiden jüngeren Schwestern Gülden Karaböcek und Gülcan Göktürk sind ebenfalls Sängerinnen. Gülden Karaböcek (geb. Gülden Göktürk) nahm später aufgrund persönlicher Spannungen, die in der Familie herrschten, den Nachnamen ihrer Schwester an. 1950, als Neşe ca. dreieinhalb Jahre alt war, musste die Familie aufgrund der Anstellung des Vaters bei der staatlichen Eisenbahngesellschaft nach Ankara umziehen und lebte fortan in der türkischen Hauptstadt.
In der Nachbarschaft sprach sich schnell herum, dass die kleine Neşe Karaböcek eine außergewöhnliche Stimme für ihr Alter hatte. Ein paar Leute rieten ihrer Mutter Arife, sie einmal zu Ayşe Abla zu schicken. Abla leitete zu dieser Zeit den Kinderchor des Radios Ankara. Sie war anfänglich nicht besonders von Neşe beeindruckt, da diese u. a. mit einem Löffel in der Hand Lieder berühmter türkischer Künstler sang. Abla wollte sie erst nicht in den Chor aufnehmen, aber auf Drängen der Mutter schrieb sie eine Vorladung an das türkische Konservatorium. Als Neşe vier Jahre alt war, wurde im Staatstheater Ankara die Abteilung Küçük Tiyatro Bölümü Kurulur gegründet. Unter Mushin Ertuğrul, dem damaligen Leiter des Theaters, wurden Anzeigen in den Zeitungen veröffentlicht, in denen minderjährige Kinder mit besonderen Talenten gesucht wurden und in das Theater aufgenommen werden durften.
Zunächst war der Ausschuss nicht sonderlich überzeugt von den Fähigkeiten der kleinen Neşe. Sie besuchte zu diesem Zeitpunkt noch den Kindergarten und konnte weder lesen noch schreiben. Jedoch gewann sie den Aufnahmetest und wurde in die Gesangs- und Ballettabteilung aufgenommen. Ihre erste Rolle war der „singende Vogel“ in Şarkı söyleyen bir kuş, danach spielte Neşe zwei weitere Hauptrollen in Theaterstücken von Mumtaz Zeki Taşkın. In einem der Stücke verkörperte sie die Rolle von „Kara Böcek“ (deutsch Schwarzer Käfer), aus diesem später ihr Künstlername wurde.
Im Alter von etwa fünf Jahren wechselte Neşe Karaböcek an die Opera Sahnesi, die Staatsoper Ankaras. Dort erhielt sie unter anderem Gesangsunterricht und spielte auch in diversen Ballettstücken mit, darunter Schwanensee von Pjotr Iljitsch Tschaikowski. Nebenbei erhielt sie weiteren Schauspielunterricht im Gemeindezentrum von Ankara. Nach ihrer Einschulung 1953 setzt sie ihre Schauspiel- und Ballettlehre fort und trat weiterhin im Theater, in der Oper und auch im Casino als Solistin auf. Im Alter von sieben Jahren stand sie im Cebeci Dörtyol, einem großen Veranstaltungsort im Zentrum Ankaras, gemeinsam mit ihrer älteren Schwester auf der Bühne. Beide interpretierten bekannte türkische Volkslieder. Als die kleine Neşe jedoch allein die Lieder Bakmıyor Çeşmi Siyah und Aheste Çek Kürekleri sang, war das Publikum außer sich und ließ ihr großen Applaus zukommen. 1954 beendete sie ihre Lehre an der Oper, besuchte aber weiterhin das Konservatorium und gibt auch das Schauspiel vorerst nicht auf. In der Zwischenzeit nahm Karaböcek Unterricht bei Fahri Kopuz in nationaler türkischer Musik und Notation.
Es dauerte auch nicht lange, bis Karaböcek ihren ersten Plattenvertrag unterzeichnete. Gegen Ende des Jahres 1954 nahm sie ihre erste Schallplatte Alloma ve Tintin Tini Mini Hanım auf. Das junge Mädchen zeigte nunmehr auch Interesse an westlicher Musik; besonders der spanischen und lateinamerikanischen Musik schenkte sie große Aufmerksamkeit. So trat sie mit dem Flamingo Dans Orkestrası beim Radio Ankara auf. Dies markierte den Beginn ihrer musikalischen Karriere.

### Privatleben
Neşe Karaböcek war von 1964 bis 1974 mit dem Produzenten Atilla Alpsakarya verheiratet. Aus dieser Ehe ging der erste gemeinsame Sohn Alper hervor. Nach zehn Jahren Ehe reichte Karaböcek aufgrund persönlicher Differenzen 1974 die Scheidung ein. Atilla Alpsakarya heiratete ein Jahr danach ihre jüngere Schwester Gülden Karaböcek, welche zu diesem Zeitpunkt ebenfalls eine bekannte Sängerin war. Dieser Vorfall erregte großes Aufsehen in der türkischen Boulevardpresse. Neşe Karaböcek konnte ihrer Schwester diesen Vorfall bis heute nicht verzeihen. Gülden Karaböcek und Atilla Alpsakarya ließen sich schließlich 1983 nach acht gemeinsamen Ehejahren scheiden. Beide gingen danach nie wieder eine Heirat ein. Am 2. November 2008 verstarb Alpsakarya in Istanbul an den Folgen eines Herzinfarkts.
Anfang des Jahres 1975 lernte sie den Journalisten und Autoren Tevfik Yener kennen. Sie heirateten wenige Monate später am 13. August 1975. Karaböcek gebar einen zweiten Sohn, Hasan Tevfik (* 1975). Dieser starb am 16. Juni 2019 im Alter von 44 Jahren ebenfalls an einem Herzinfarkt in seiner Heimatstadt Istanbul.
Karaböcek und Alpsakarya leben seit 1991 abwechselnd in der Türkei und in New York.
Im Herbst 2020 verbreitete sich in den sozialen Medien das Gerücht, Neşe Karaböcek wäre während der COVID-19-Pandemie an COVID-19 erkrankt und an den Folgen gestorben. Zahlreiche Anhänger und Fans waren traurig und entsetzt über diese Meldung und sprachen ihr tiefstes Beileid aus. Die Nachricht wurde kurz darauf von Karaböceks Ehemann Tevik Yener dementiert. Er schrieb via Twitter: "Neşe Karaböcek ölmedi, sağlıklıdır. İlginize teşekkür ederim. Ölüm haberi yalandır. Üzülmeyin. Lütfen paylaşın." ("Neşe Karaböcek ist nicht gestorben, sie ist gesund. Vielen Dank für eure Aufmerksamkeit. Die Nachricht von ihrem Tod ist eine Lüge. Macht euch keine Sorge. Bitte teilen sie dies.").

## Diskografie

### Alben
| - 1968: Neşe Karaböcek - 1969: Uğur Böceği - 1971: Sensiz Kalan Gönlümde - 1971: Neşe Karaböcek 1971 - 1972: Büyük Aşkların Kaderi - 1972: Geri Dönülmez Bir Yoldayım - 1973: Neşe Karaböcek 1973 - 1974: Neşe Karaböcek 1974 - 1974: Neşe Karaböcek 1974 (Elenor LP) - 1974: Niyet - 1974: Ümidini Kirpiklerine - 1975: Deli Gibi Sevdim - 1976: Dünden Bugüne - 1977: Minareci 2 Özel Seri (Mit Biricik) - 1978: Uğur Böceği - 1979: Dost Bahçesi - 1979: Uzelli 618 (Mit Ahmet Özhan) - 1980: Beddua - 1980: Şu Karşıki Evde Bir Çocuk Doğmuş - 1981: Canım Dinleyicilerim - 1982: Yedi Renk - 1983: Yağmur Altında - 1984: Kertenkele - 1985: Avare - 1985: Telli Telli - 1986: Arkadaş | - 1986: Çiçek Dağı - 1986: Dünden Beri - 1988: Bir Öptüm & Yağmur - 1988: Süper Arabesk - 1989: Deliler Gibi - İşte Eyle - 1989: Dertli - 1990: Yağmur Ağlıyor - 1991: Arkadaş (US-Version) - 1991: Ateş Benim Kül Benim - 1991: Uğur Böceği - 1992: Altın Şarkılar - 1992: Yam Yam - 1993: Bir Hüzzam Şarkı Gibi - 1993: Altın Şarkılar 2 - 1994: Hatırla - 1995: Cucu - Öp Gizlice - 1996: Bir Tanem - 1998: Maşaallah - 1998–2000: Allah Kerim / Arabesk Kralicesi / Arşiv Serisi - 6 / As Plak LP 1002 / Gönül Dağı / Klasikler LP / Minareci 10 / 7 (Türküola) - 2000: Ölmeyen Şarkılar - 2001: Öldüğümü Unuturum - 2002: Sabır Allah Sabır - 2007: Avare - 2009: Deli Gibi Sevdim (Wiederveröffentlichung) - 2009: Şu Karşıki Evde Bir Çocuk Doğmuş (Wiederveröffentlichung) - 2012: Yağmur Altında |

### Singles
| - 1962: Derdimden Anlayan Yok & Belki Bir Sabah - 1962: Alaasfuriye & Ah Şu Dünya - 1963: Şimdi O Uzaklarda - 1963: İntaal Ferah - 1963: Çiçek Gibisin - 1963: Sarışınlar - 1963: Mehtap Yüzlü Güzel - 1963: Bir Zamanlar Seni Sevmiştim - 1964: Aşkını Neden Gizledin Benden & Türlü Tülü Renkten Al Geldi - 1965: Siyah İnci - 1965: Seneler Geçsede - 1965: Kimsesiz Gazeteci - 1965: Günah Değil Mi - 1965: Bende Talih Olaydı - 1965: Bak Bak - 1965: Bir Zalimin Uğruna & Sensiz Geçen Günlerim - 1966: Sormayın Halimi - 1966: Kaderi Elinle Çizersin - 1966: Belki Bir Gün Döneceksin - 1966: Bir Vefasıza Kandım & Şişeler - 1967: Hayat İlk Sevgiyle Başlar & Dertsiz Olsam İçer Miyim - 1967: Beni Terkedip Gidersin & Yollarımız Ayrıldı Seninle - 1968: Bahtım Kara Saçım Ak & Ah Ettikçe - 1968: Aşk Yolcusu & Kalbimde Mekan Kursan - 1968: Ateş Olmadan Duman Tüter Mi & Gönülde Yaş Olur Mu? | - 1971: Artık Sevmeyeceğim - 1972: Kulakların Çınlasın - 1972: Arım Balım Peteğim - 1972: Aşkına Doyum Olmaz - 1973: Hatırla - 1974: İntizar - 1975: Duydum Ki Unutmuşsun - 1977: Seni Buldum Ya & Yali Yali - 1977: Sarhoşun Biri & Kemancı - 1980: Dünyanın Janunu Buymuş - 1980: Ümit Çiçekleri & Aldanmaya Paydos - 1981: Duymak İstiyorum - 1982: Günün Birinde - 1982: Aşkın Okulu Olmaz - 1985: Sildim Seni Kalbimden - 1987: Yalancı Yarim & Bu Yara Başka Yara - 1987: Niyet & Hatıralar - 1987: Demiyom Mu & Boş Vermişim - 1987: Aşk ve Gurur & Gurbet O Kadar Acı Ki - 1987: Anlatılmaz Bin Dert İle & Çaya İner Ağlarım - 1988: İnşallah Maşallah (Original: Yalla Bina Yalla) - 1990: Yağmur Ağlıyor - 1992: Yam Yam (Original: Hanan - Edhak) - 1993: Damarımda Kanımsın - 2001: Öldüğümü Unuturum - 2017: Dertli Kervan & Ellere Bırakmam Seni - 2020: Yali Yali & Çayelinden Öteye (Dunkelbunt Remix) |

## Filmografie
Kino
- 1971: Anneler ve Kızları
- 1972: Aşk Sepeti
- 1972: Ah Koca Dünya
- 1973: Sevda Yolu
- 1973: Niyet
- 1973: İntizar
- 1974: Kısmet
- 1974: Almanya'da Bir Türk Kızı
- 1975: Duyun Beni
- 1976: Kuklalar
- 1986: Kertenkele

Fernsehen
- 2008: Dügün Şarkıcısı (Fernsehserie)